# Ponza (eiland)

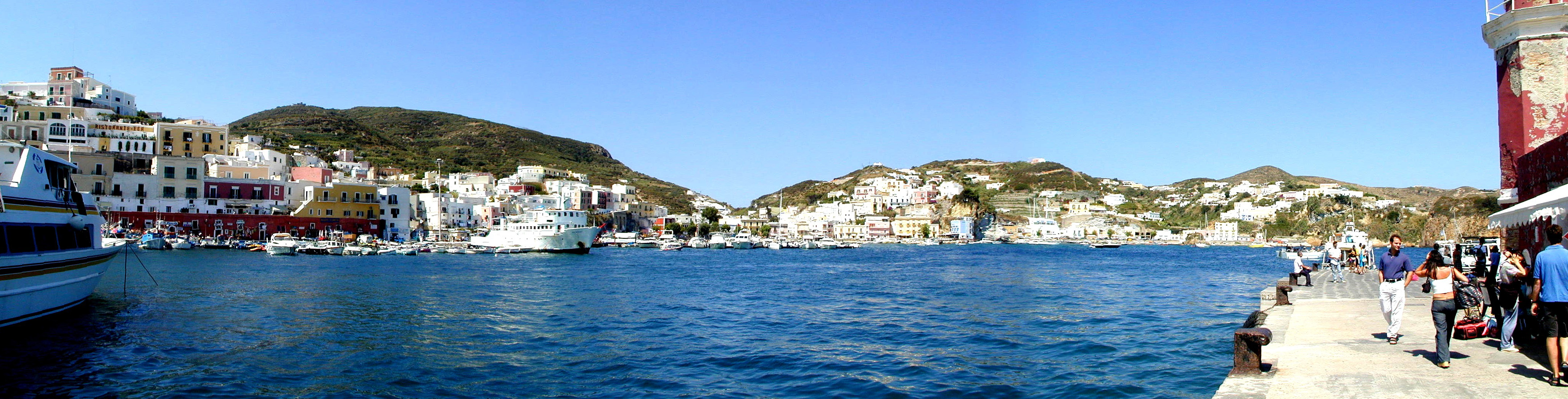
De haven van Ponza

Ponza (Italiaans: Isola di Ponza) is een Italiaans eiland voor de westkust van Lazio. Het ligt in de Tyrreense Zee en is het grootste en belangrijkste eiland van de naar dit eiland vernoemde Pontijnse Eilanden. Het gehele eiland valt onder de gemeente Ponza in de provincie Latina.
Het sikkelvormige eiland, dat in de oudheid Pontia heette, strekt zich vanuit het zuiden over een afstand van ongeveer zeven kilometer in noordoostelijke richting uit. Het eiland heeft een breedte tussen 200 en 2300 meter en heeft een oppervlakte van 7,3 km².
Het landschap van het eiland kenmerkt zich door een heuvelachtig karakter met in het zuiden de Monte Guardia met een hoogte van 279 meter. Langs de kusten zijn er veel kliffen te vinden, maar ook enkele stranden, waarvan een deel alleen via zee bereikbaar is. Het bekendste strand is het Chiaia di Luna, dat door een 168 meter lange tunnel uit de Romeinse tijd toegankelijk is. Het Chiaia di Luna wordt omgeven door 80 tot 100 meter hoge tufsteenwanden. Geologisch gezien heeft Ponza een vulkanische oorsprong.
Ponza kent een lange geschiedenis. Het eiland werd bewoond door de Osken en Volsken, oud-Italische volkeren. De Feniciërs gebruikten Ponza als bruggenhoofd in de handel op de Middellandse Zee. Er was ook Griekse bewoning. Er zijn nog resten van Griekse tomben te zien. De grootste nalatenschap hebben de Romeinen achtergelaten (vanaf 312 v. Chr.). De moderne geschiedenis van Ponza hangt samen met de familie van Bourbon, de heersers van het koninkrijk van Napels. In de achttiende eeuw stuurden ze kolonisten naar het eiland, en werd de infrastructuur aangelegd, waaronder de haven.
Ponza is een geliefde vakantiebestemming, vooral bij Italiaanse toeristen, met name uit Rome. Aan de noordoostelijke punt van Ponza ligt het onbewoonde eiland Gavi. De verbannen paus Silverius zou in 537 op Ponza gestorven en begraven zijn. Op het eiland ontstond het klooster Santa Maria di Ponza, dat zich in 1245 aansloot bij de Orde der Cisterciënzers, maar dat in de 15e eeuw naar Formia verplaatst werd.
Gedurende de tijd van het Italiaanse fascisme werden talrijke politieke gevangenen verbannen naar Ponza, waaronder Amadeo Bordiga en de latere Italiaanse president Sandro Pertini.
In 1953 dook Auguste Piccard samen met zijn zoon Jacques Piccard met de duikboot Trieste bij het eiland naar een recorddiepte van 3150 meter.

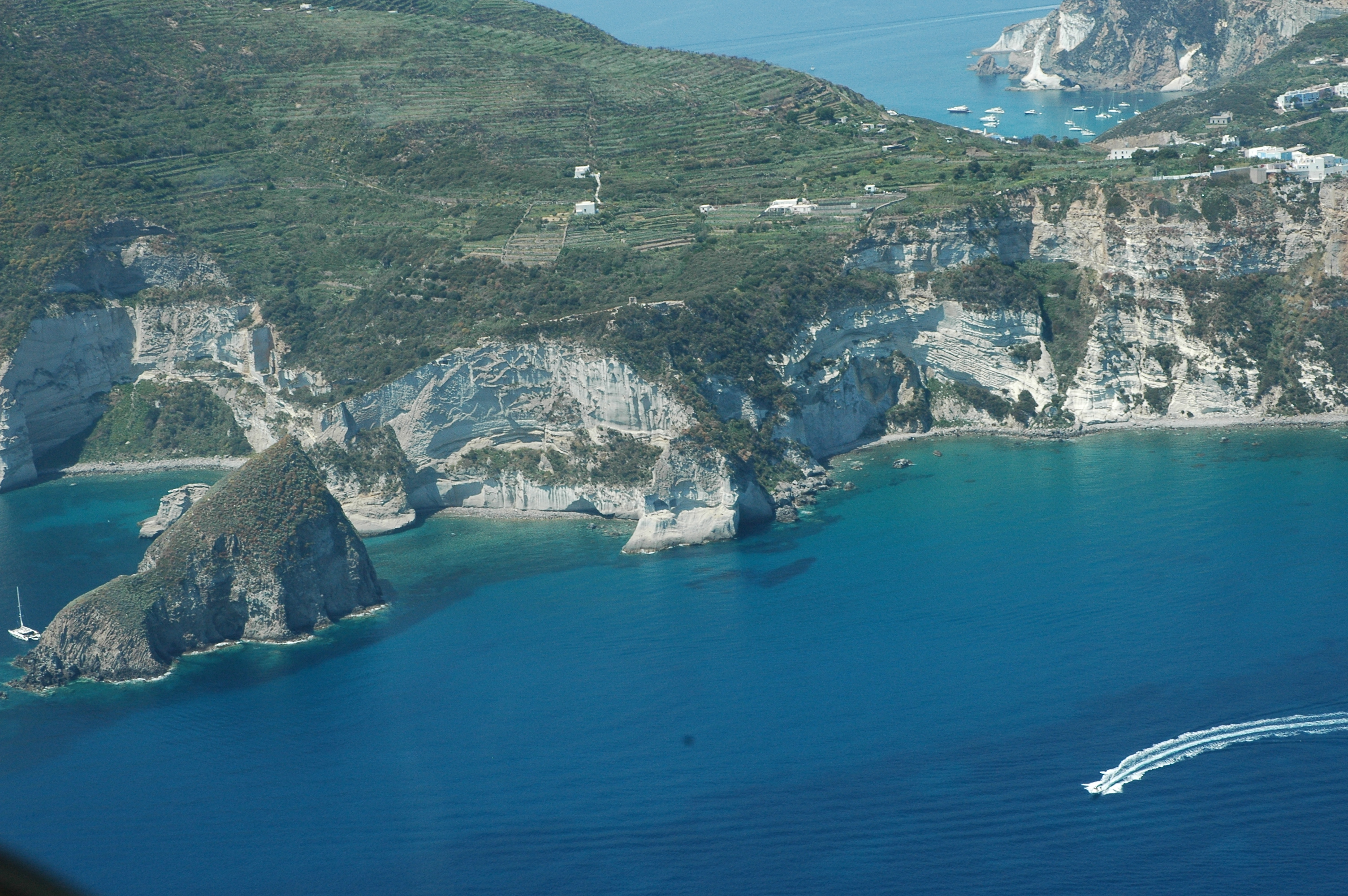
Ponza
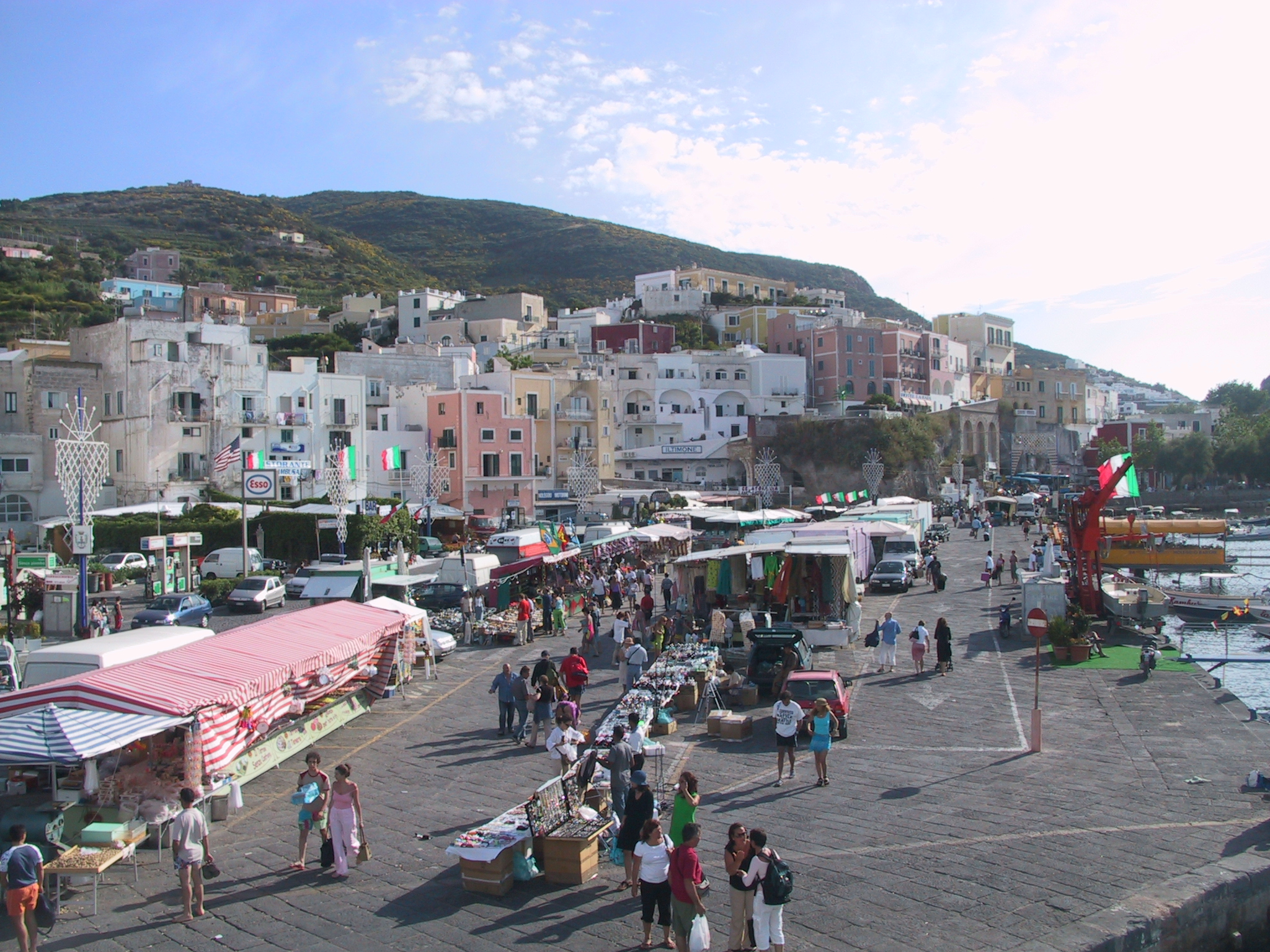
Haven van Ponza
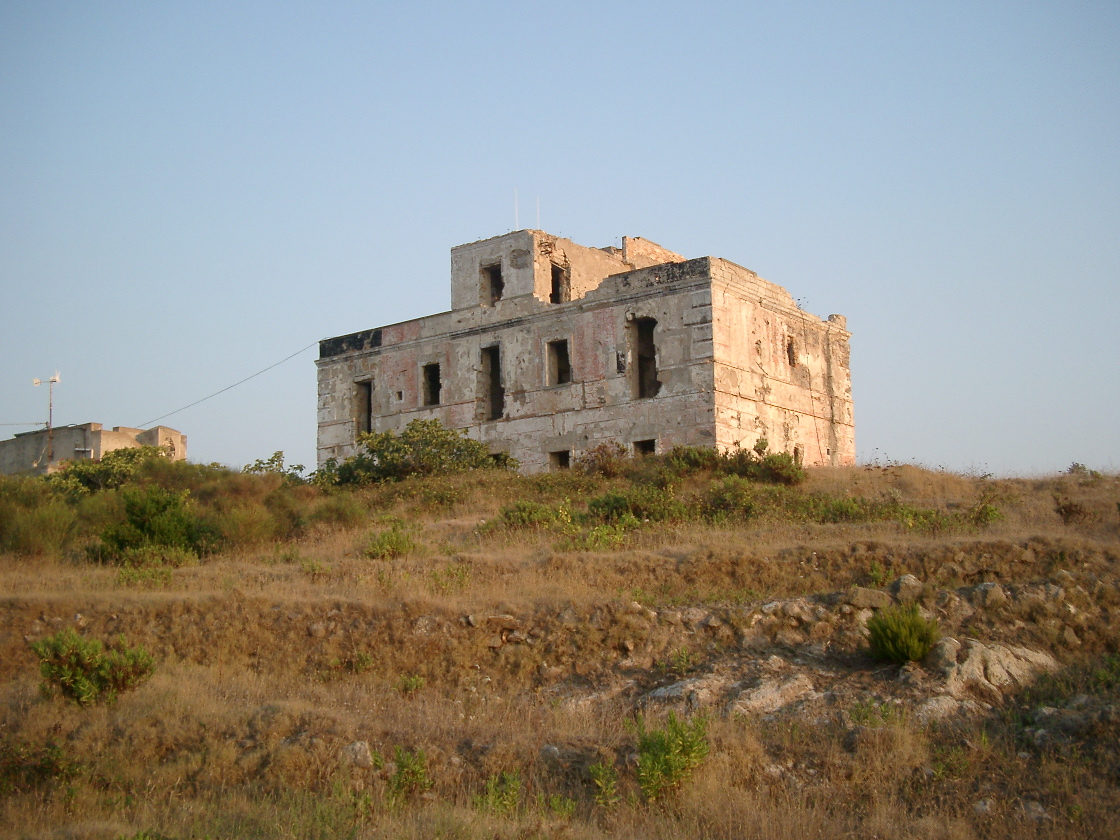
Oude semafoor op Ponza